# Aubenton
Aubenton je naselje in občina v severnem francoskem departmaju Aisne regije Pikardije. Leta 2008 je naselje imelo 701 prebivalca.

## Geografija
Kraj se nahaja v pokrajini Thiérache ob sotočju rek Aube in Thon; od tod tudi njegovo ime; 60 km severovzhodno od središča departmaja Laona.

## Administracija
Aubenton je sedež istoimenskega kantona, v katerega so poleg njegove vključene še občine Any-Martin-Rieux, Beaumé, Besmont, Coingt, Iviers, Jeantes, Landouzy-la-Ville, Leuze, Logny-lès-Aubenton, Martigny, Mont-Saint-Jean in Saint-Clément s 3.232 prebivalci.
Kanton je sestavni del okrožja Vervins.

## Zanimivosti
- utrjena cerkev, od leta 1994 na seznamu francoskih zgodovinskih spomenikov
- spomenik mrtvim z galskim petelinom,